# جائزة السلام الأسترالية
جائزة السلام الأسترالية كانت جائزة سنوية تم تقديمها من عام 2006 إلى عام 2009 لمواطن أو مقيم أسترالي، أو لمجموعة مقرها في أستراليا، للمساهمات البارزة نحو السلام. تم منحها من قبل منظمة السلام الأسترالية. مُنحت الجائزة الأولى في عام 2006 للدكتورة هيلين كالديكوت. تم منح أحدث جائزة في عام 2009.

## الفائزين بالجائزة
- 2009: السناتور بوب بروان، الزعيم البرلماني الفيدرالي لحزب الخضر الأسترالي، «تقديراً لالتزامه الطويل الأمد بالسلام واللاعنف والعدالة العالمية».
- 2008: القس تيم كوستيلو، الرئيس التنفيذي لشركة ورلد فيجين في أستراليا، «لالتزامه بالسلام والعدالة الاجتماعية، ولا سيما لعمله في التخفيف من حدة الفقر والسيطرة على السلاح».
- 2007: جوليان بيرنسايد، محامي من ملبورن، «لمعارضته الشديدة للاحتجاز الإلزامي وحل المحيط الهادئ، ولقيامه بكل ما في وسعه لمساعدة اللاجئين الفارين من الحرب والاضطهاد في أوطانهم».
- 2006: الدكتورة هيلين كالديكوت، طبيبة أطفال وناشطة مناهضة للأسلحة النووية، «لالتزامها الطويل الأمد بزيادة الوعي حول المخاطر الطبية والبيئية للعصر النووي».